# Schlafsack

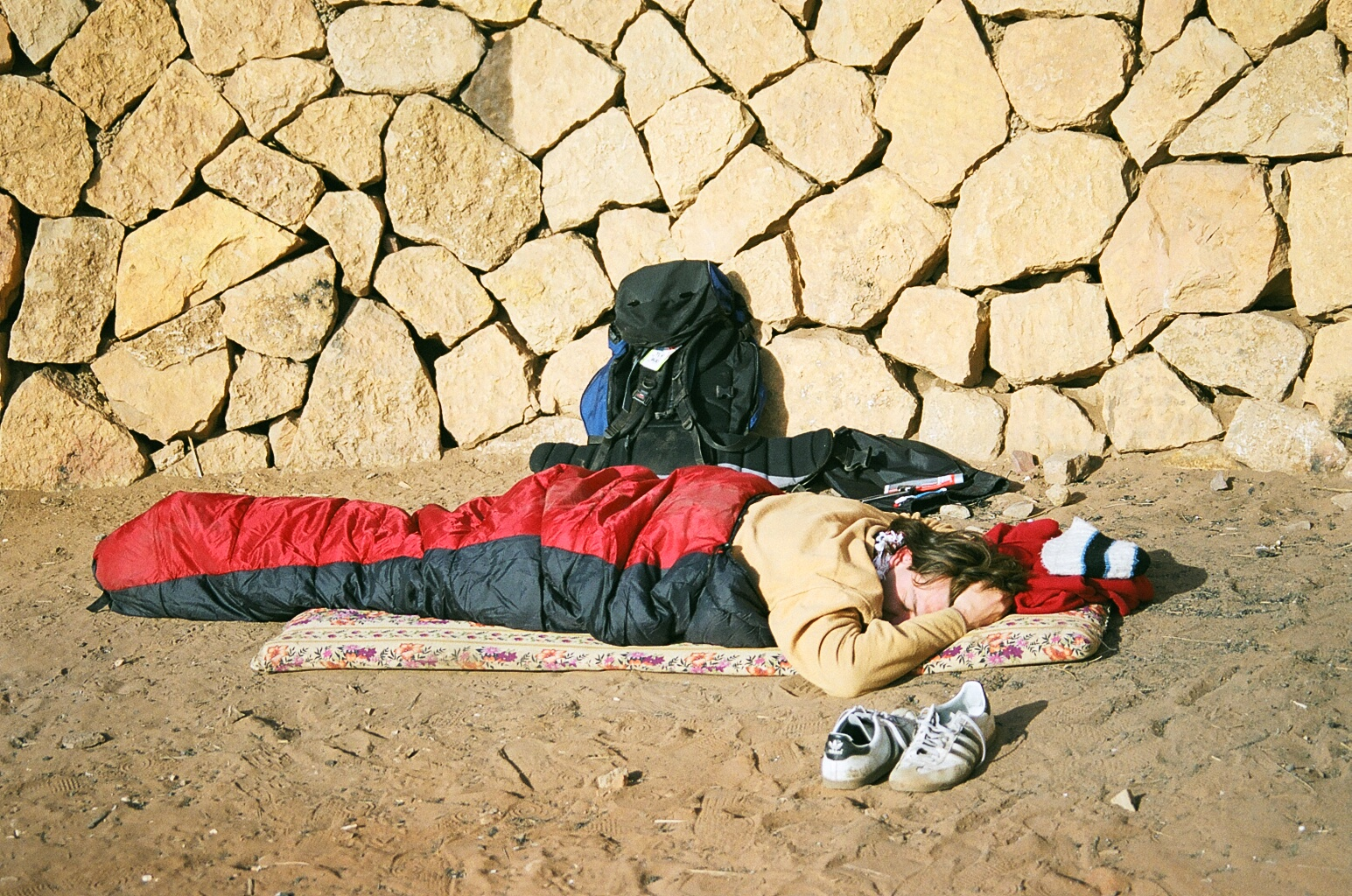
Im Schlafsack liegender Rucksacktourist

Ein Schlafsack ist eine Hülle zum Schlafen, die den Körper mit Ausnahme von Kopf oder Gesicht (je nach Modell) umschließt. Der Oberstoff besteht je nach Verwendungszweck aus Leinen, Baumwolle, Vliesstoffen, Seide oder heute aus Kunstseide, und ist zur Wärmedämmung mit Kunstfasern oder traditionell mit Daunen gefüttert. Die Form ist rechteckig oder mumienförmig, letztere ist heutzutage weiter verbreitet. Meist ist eine Kapuze vorhanden, selten auch Ärmel. Die meisten Schlafsäcke verfügen über einen seitlichen Reißverschluss. Aus Gründen der Hygiene kann ein Schlafsackinlett benutzt werden.
Schlafsäcke ersetzen sowohl die üblichen Kombinationen aus Bettdecke, Kopfkissen und ggf. Unterbett (Bettware) als auch deren Umhüllungen/Bespannungen (Bettwäsche: Bezüge, Laken etc.).
Schlafsäcke finden Verwendung als improvisierte Schlafstätte bei Übernachtung im Freien (Outdoor) und im Zelt sowie auf Reisen, besonders im Rucksacktourismus, beim Trekking und auf Expeditionen, häufig in Verbindung mit Isomatten oder Luftmatratzen als Schlafunterlage.
Bei der Verwendung im Außenbereich sind die wichtigsten Eigenschaften des Schlafsackes sein Temperaturbereich, in dem er dämmt, Masse und Packmaß.
Einer der Erfinder moderner Schlafsäcke war der Ski- und Faltbootpionier Carl Joseph Luther.

## Geschichte
Der Zeitraum der Entstehung von Schlafsäcken ist ungesichert. Es gibt frühe Exemplare von Schlafsäcken die aus Tierfellen und anderen organischen Materialien hergestellt wurden.

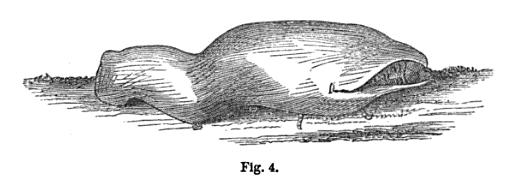
Schlafsack aus Schaffellen im 19. Jahrhundert.
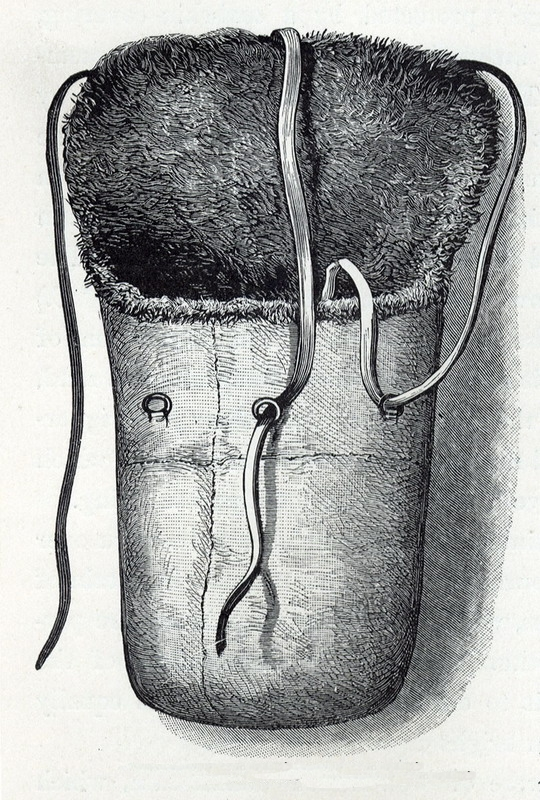
Schlafsack für drei Personen aus Büffelfell aus den 1880er Jahren.
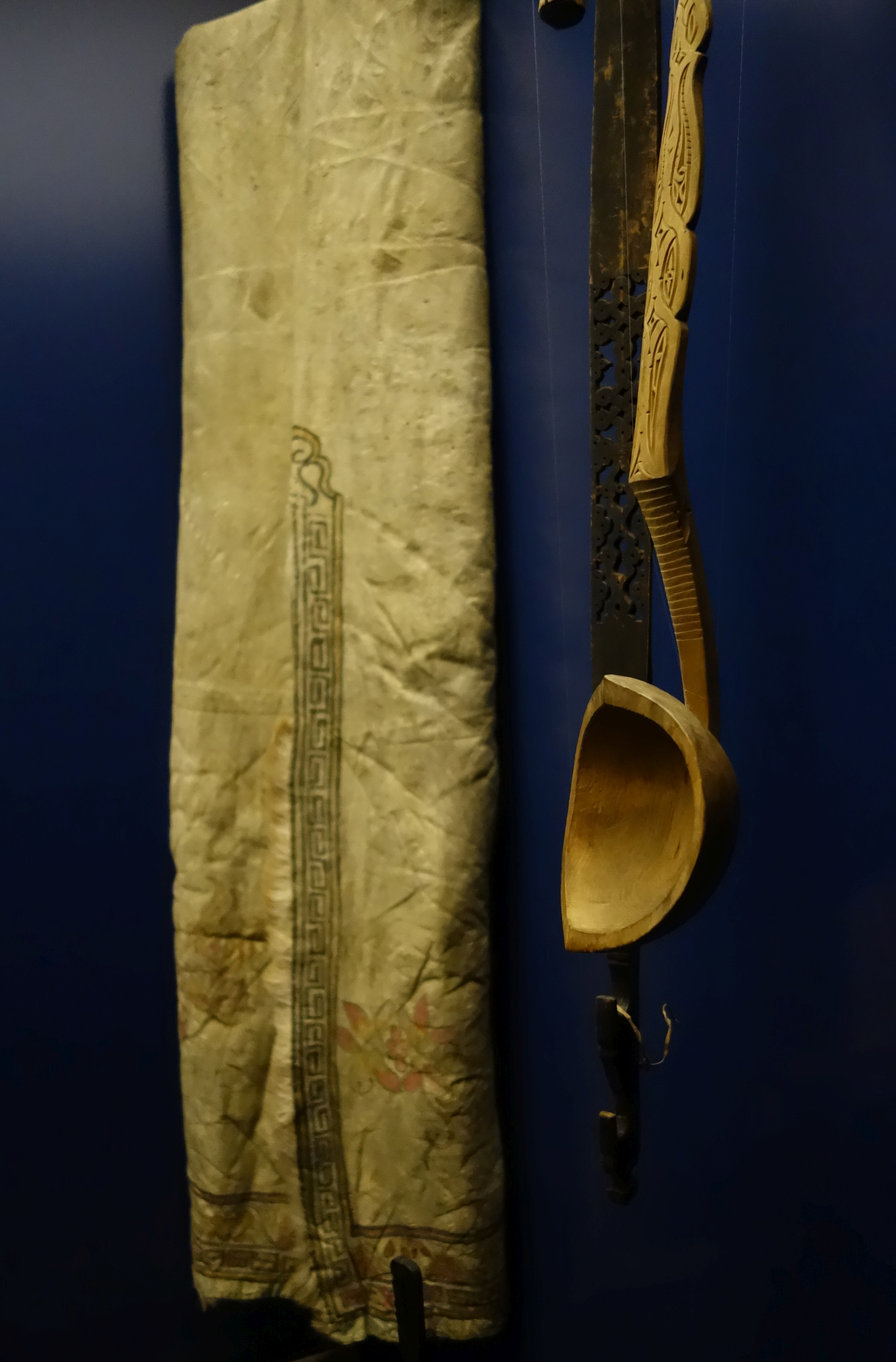
Schlafsack der Hezhen (Nanaier) aus Rentierfell.
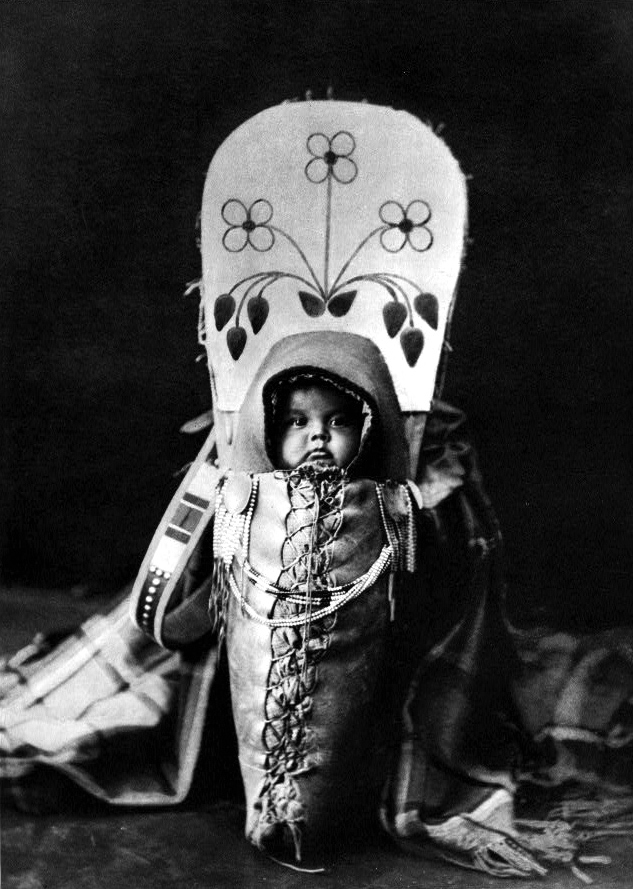
Indianisches Baby in Schlafsack fixiert, ca. 1910.

Im Jahre 1876 wurde von Pryce Pryce-Jones ein Schlafsacktyp patentiert und nachfolgend in größeren Stückzahlen als „Euklisia Rug“ verkauft.

## Schlafsacktypen

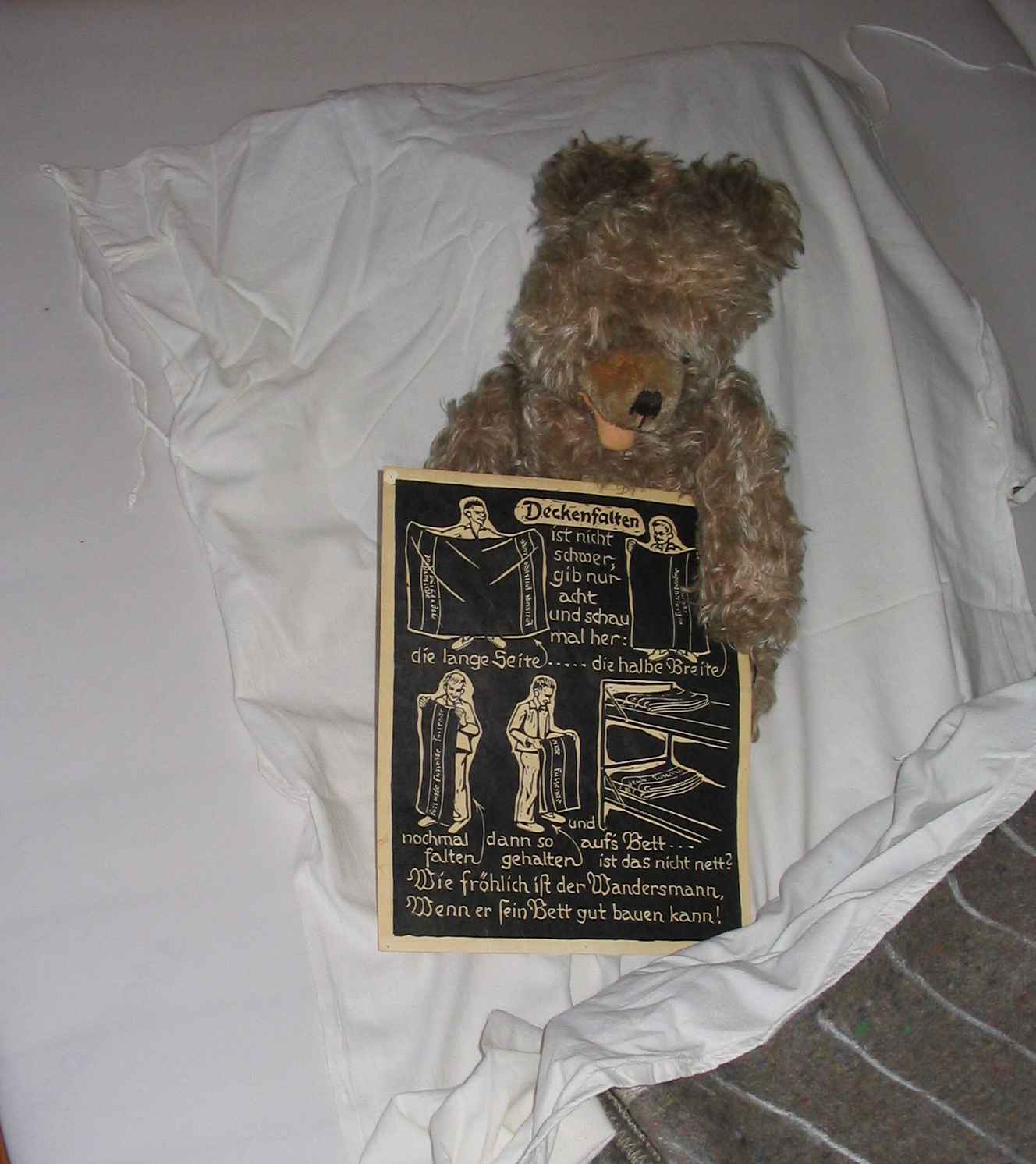
Jugendherbergs-Schlafsack und der in Deutschland ehemals übliche Aushang mit der Anweisung zum Deckenfalten vor der Abreise

### Jugendherbergs-Schlafsack
Der Jugendherbergs-Schlafsack oder Hüttenschlafsack ist ein ungefütterter, rechteckiger Schlafsack aus einfachem Nessel, der ausschließlich hygienischen Zwecken dient. Er hat nur ein geringes Volumen und Gewicht und kann daher gut von Wanderern mitgeführt werden. Er ersetzte zumindest in früherer Zeit häufig, als persönlich mitgebrachter Gegenstand, die Kosten für das Leihen von Bettwäsche in Jugendherbergen, Berghütten und Naturfreunde-Häusern. Im Oberteil war eine Tasche für das auf der Unterseite einzuschiebende Kopfkissen angearbeitet, am Einstieg ein Aufschlag zum Überdecken der Wolldecke. An den vier Ecken befanden sich, zumindest beim neuen Schlafsack, vier Bänder zum Befestigen des Schlafsacks am Bettgestell.

### Mumienschlafsack
Der Mumienschlafsack verdankt seinen Namen der gleich einer Mumie körpernahen Schnittform mit eingefasstem Kopf, die ein besonders hohes Wärmeretentionsvermögen bei vergleichsweise niedriger Masse verspricht. Er wird deshalb vorwiegend zum Übernachten im Zelt oder im Freien verwendet; hochwertige Ausführungen mit aufwendigem, hoch dämmendem Füllmaterial ermöglichen komfortablen Schlaf selbst noch bei extremem Frost. Zum Übernachten im Freien (ohne Zelt) werden Mumienschlafsäcke oft mit einem Biwaksack kombiniert, der als äußere Hülle zusätzlich wärmt und möglichen Niederschlag sowie Wind abhält.
Eine Variante der Mumienform ist die Eiform. Diese sind besonders im Brust- und Hüftbereich deutlich breiter geschnitten als Mumienschlafsäcke und stellen so einen guten Kompromiss aus Wärmeretentionsvermögen und Schlafkomfort dar. Besonders für Personen, die sich im Schlaf häufig bewegen bzw. umdrehen, oder Übergewichtige ist ein Ei-Schlafsack die beste Wahl.
Mumienschlafsäcke eignen sich gut für Rücken- und Seitenschläfer. Für Bauchschläfer sind sie nur bedingt geeignet. Die Eiform und flexible Materialien verbessern den Komfort in Bauchlage.

### Schlafsack mit Armen und Beinen
Der Schlafsack mit Armen und Beinen hat eine Körperform, also Arme und Beine, was Vorteile bei der Beweglichkeit im Zelt oder am Zeltplatz gibt. Der Schlafsack mit Armen und Beinen eignet sich besonders gut für sehr nachtaktive Schläfer.

### Expeditionsschlafsack

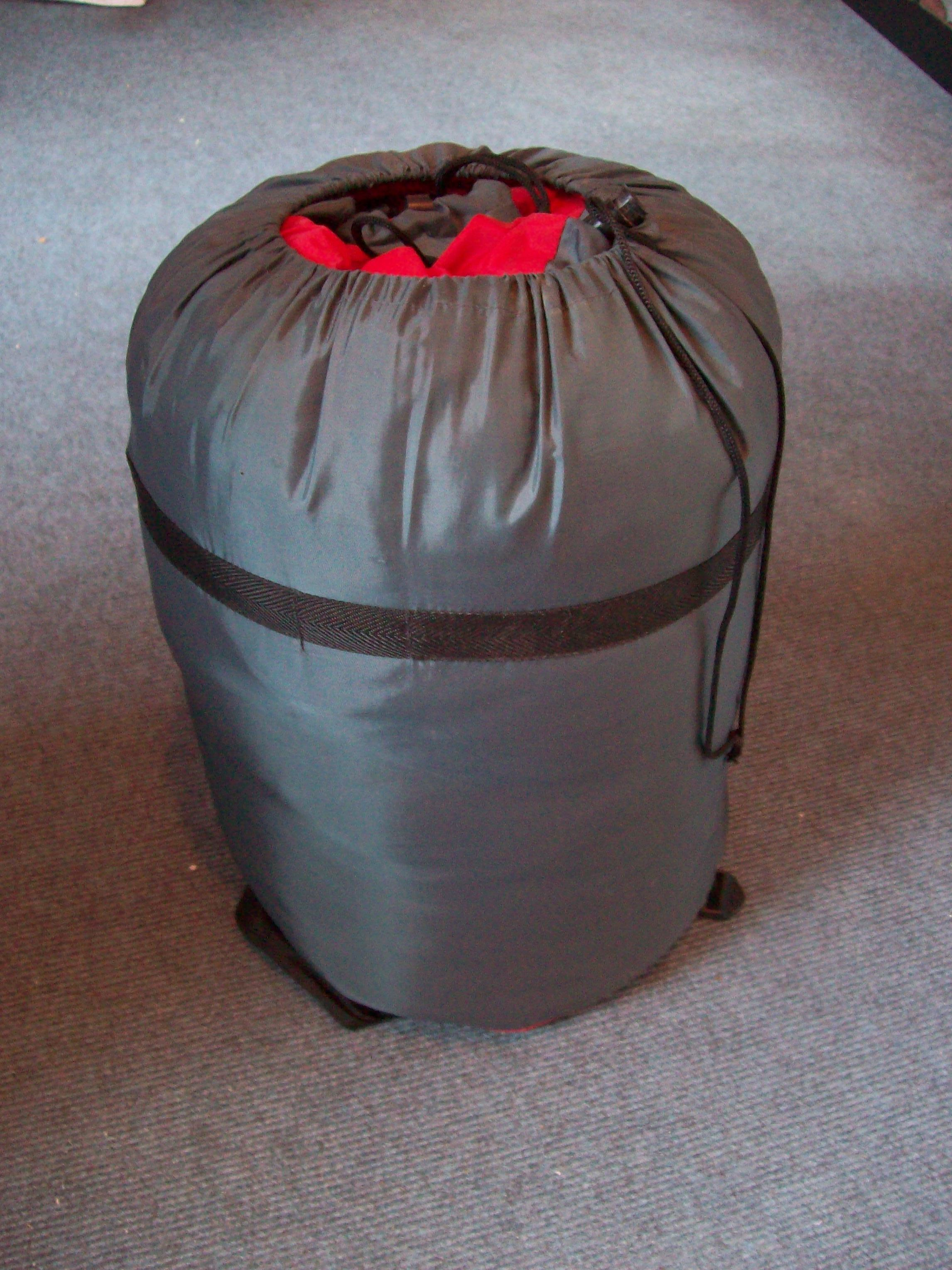
Ein im dazugehörigen Beutel eingepackter Schlafsack

Ein Expeditionsschlafsack ist für die Bedürfnisse bei Expeditionen und beim Höhenbergsteigen konstruiert. Der Schlafsack muss seinen Benutzer vor Temperaturen bis unter −40 °C schützen. Dazu besitzt dieser eine extreme Dämmung. Man unterscheidet Kunstfaser- und Daunenschlafsäcke.

#### Kunstfaserschlafsack
Kunstfaserschlafsäcke decken inzwischen im Extrembereich Temperaturen von bis zu −40 °C ab. Sie verwenden aufwendige Kunstfasern, die eine sehr hohe Wärmedämmung besitzen. Der Hauptvorteil von Kunstfaserschlafsäcken liegt in der Unempfindlichkeit gegenüber Wasser und Nässe. Sie sind aber in der Regel etwas schwerer als Daunenschlafsäcke.

#### Daunenschlafsack
Daunenschlafsäcke sind im Extrembereich bei Temperaturen von bis zu −50 °C geeignet. Die Schlafsäcke verwenden als Wärmedämmung Enten- oder Gänsedaunen. Das Mischungsverhältnis beschreibt die Relation von Daunen zu normalen Federn in der Füllung, je höher der Daunenanteil ist, desto besser dämmt der Schlafsack. Im Expeditionsbereich werden Mischungsverhältnisse von 90/10 bis 97/3 (Daune/Federn) verwendet.
Die Dämmwirkung der Daunenfüllung hängt vornehmlich von der Bauschkraft ab, die auch als Loft oder Fillpower bezeichnet wird.
Daunen sind feuchteempfindlicher und bei gleicher Dämmwirkung auch druckempfindlicher als synthetische Füllungen. Ab einer dreistelligen Zahl von Nutzungen beginnen die Daumen oft zu klumpen. Durch eine Wäsche mit maschineller Trocknung können die Daunen dann meist noch einige Male regeneriert werden.

### Innenschlafsack
Ein Innenschlafsack, auch als Inlett (nach dem englischen Wort inlet) bezeichnet, ist eine Art dünner Schlafsack aus Baumwolle, Vlies, Seide, Kunstfasern oder Kombinationen aus diesen Stoffen, der zusätzlich zu dem Schlafsack verwendet wird, um den Temperaturbereich des Schlafsackes zu steigern, Feuchtigkeit während des Schlafes vom Körper abzuleiten und den Schlafsack zu schonen und wie Bettwäsche sauber zu halten, um ihn nicht so oft reinigen zu müssen. Außerdem eignet sich ein Inlett bei warmen Temperaturen flexibel auch zum alleinigen Einsatz.

### Schlafsäcke in der Raumfahrt

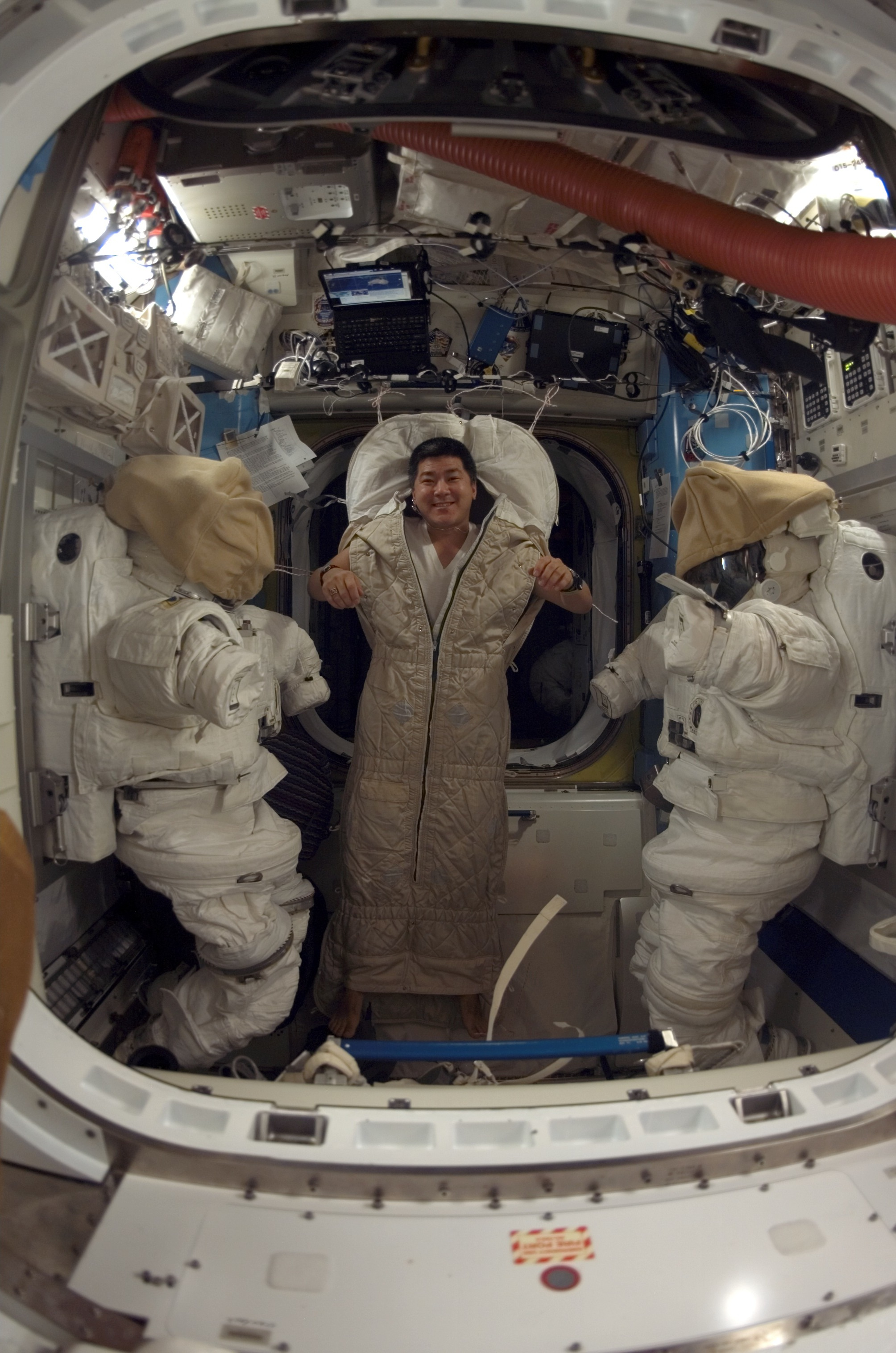
Schlafsack in der ISS

In der Schwerelosigkeit des Weltraums würde ein gewöhnliches Bett nicht funktionieren, da Oberbett, Kissen und schlussendlich der Schläfer selbst einfach von der Matratze abheben und davonschweben würden. Da auf Grund der fehlenden Schwerkraft weder eine dicke Matratze noch ein Lattenrost erforderlich sind, schlafen Raumfahrer in meist mumienförmigen, dünn gefütterten Schlafsäcken, die auf dem Boden oder an der Wand der Schlafkabine fixiert werden.

### Strampelschlafsack

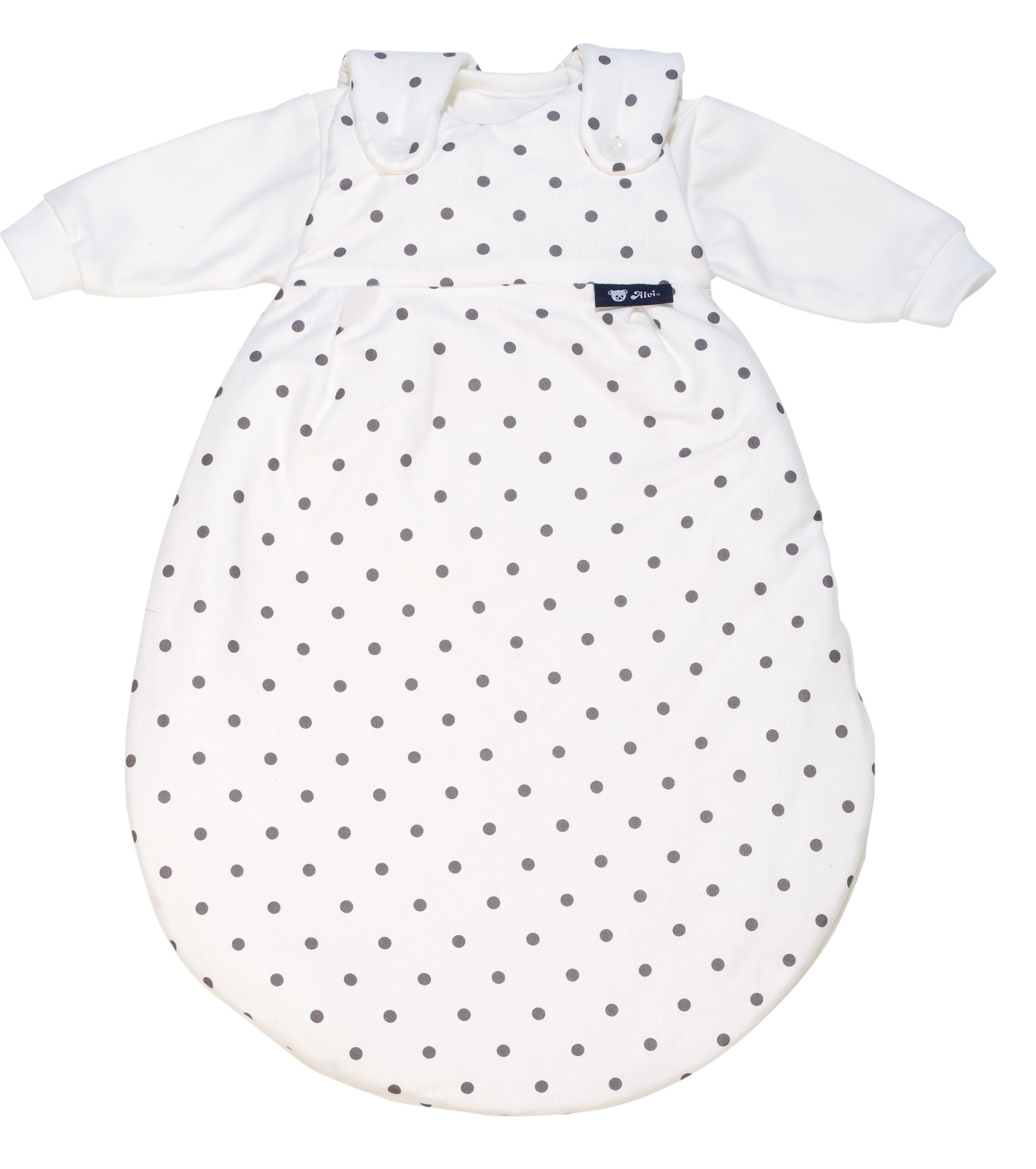
Babyschlafsack

Ein Strampelsack beziehungsweise Babyschlafsack ist eine Sonderform des Schlafsacks, die nicht für den Einsatz im Outdoor-Bereich vorgesehen ist, sondern als reguläre Schlafgelegenheit für Säuglinge dient. Er weist als Besonderheit einen weiten Fußraum auf.

## Leistungsangaben
Die Temperaturangaben des Einsatzbereiches von Schlafsäcken beruhten in Deutschland bisher auf der DIN 7943. Die Europäische Norm EN 13537 ersetzte 2005 diese DIN-Norm durch einen differenzierteren Standard für die Temperaturangaben des Einsatzbereiches von Schlafsäcken. Der EN liegt ein labortechnisches Bewertungsverfahren zu Grunde, zudem findet die unterschiedliche Temperaturempfindung von Mann und Frau nun Berücksichtigung und wird, jeweils in eigenen Komfortbereichen, für beide Geschlechter getrennt ausgewiesen.
Der Komfortbereich beschreibt den Temperaturbereich, innerhalb dessen ein unerfahrener Nutzer sich jederzeit wohl fühlt. Zu beachten ist bei der Interpretation der Norm-Werte, dass die untere Grenze des Komfortbereichs beim Mann tiefer liegt als bei der Frau.
Innerhalb des Risikobereichs bzw. Überlebensbereichs ist mit starkem Kälteempfinden zu rechnen, bis hin zu dem Risiko von Gesundheitsschäden. Diese Angabe sollte nicht die Grundlage der Nutzungsentscheidung sein. Der Schlaf kann hier durch das starke Kälteempfinden häufig unterbrochen werden und ist nicht so erholsam. Unterhalb des Risikobereichs ist mit Erfrierungen zu rechnen.
Die EN-Norm bezieht sich auf zivile Schlafsäcke, in denen mittelschwere, lange Funktionsunterwäsche getragen wird.
Angegeben wird nach Europäischer Norm EN 13537:
Der Komfortbereich (TCom) bezogen auf die „Norm-Frau“ (25 Jahre, 60 kg, 160 cm).
Der untere Grenzbereich (TLim), bezogen auf den Komfortbereich des „Norm-Mannes“ (25 Jahre, 70 kg, 173 cm). Er beschreibt den unteren Temperaturwert, bei dem der männliche Proband eine Nacht lang noch bequem schlafen kann.
Der Überlebensbereich (TExt). Er birgt das Risiko der Unterkühlung und sollte für den „normalen Konsumenten“ nicht als praktisch nutzbarer Bereich angesehen und zur Kaufentscheidung herangezogen werden.
Darstellung der Bereiche
Diese Werte werden graphisch in einem Balkendiagramm zusammengefasst. Auf dem Diagramm wird zuerst das obere Ende des Komfortbereichs angegeben, dann folgt die tiefste Komforttemperatur der Frau – dieser Bereich wird rot hinterlegt.
Die tiefste Komforttemperatur des Mannes wird als Nächstes angegeben – dieser Bereich wird gelb hinterlegt.
Abschließend wird die Extremtemperatur angegeben, sie gibt das untere Ende des Überlebensbereichs an – dieser Bereich wird blau hinterlegt.
Kritik an dieser Norm, deren Werte mit einer Puppe ermittelt werden, geht dahin dass das Schwitzen und die Bewegung einer Person im Schlaf nicht berücksichtigt wird.

### Bewertung der unterschiedlichen Leistungsangaben
Die Kälteresistenz von Menschen hängt stark von der körperlichen Gewöhnung und vom momentanen körperlichen und psychischen Zustand der Person ab. Wer am Tag körperlicher Anstrengung, Hunger, Nässe etc. ausgesetzt war – was zum Beispiel beim Wandern, Bergsteigen usw. regelmäßig der Fall sein kann – der wird in der Nacht weniger kälteresistent sein. Hier sollte der Schlafsack innerhalb des Roten Bereichs – dem Komfortbereich (TCom) – eingesetzt bzw. ausgesucht werden.
Unter dem praxisnäheren Nachweisverfahren der EU-Norm erreicht die Mehrzahl der Schlafsäcke nicht mehr die unter der alten DIN-Norm angegebenen überhöhten Leistungswerte.
Die US-Norm ASTM F1720 stellt das Leistungsvermögen eines Schlafsacks noch positiver dar, als dies die beiden anderen Normen tun.
Leistungsangaben militärischer Schlafsäcke erfolgen außerhalb der EU-Norm und zudem in Kombination weiterer spezifischer Ausrüstung des Soldaten. Sie geben deshalb für den zivilen Nutzer ebenfalls bei weitem zu positive Leistungswerte an. Zudem werden bei den militärischen Angaben auch noch sehr junge Männer zugrunde gelegt, weshalb – wegen der deutlich anderen Stoffwechselsleistungen – eine noch höhere Kälteresistenz des angenommenen Nutzers zugrunde liegt.
Aber auch die neue labororientierte EN wird kritisch diskutiert, da zum Beispiel durch konstruktive Optimierung der Luftdichtigkeit der Außenhülle im Labor sehr gute Ergebnisse erreicht werden können. Das für die Praxis jedoch ebenso relevante Verhalten des Schlafsacks bei Aufnahme von Schweiß oder der Einfluss von unruhigem Schlaf hat auf die Leistungsfähigkeit des Schlafsacks unter dem Versuchsaufbau der Norm keine Berücksichtigung gefunden.

### Kompressionsfähigkeit
Die Bauschkraft der Daune bei Daunenschlafsäcken wird in cuin gemessen.

## Alternativen
Im Bereich des Ultraleichtwanderns werden häufig leichtgewichtigere Alternativen eingesetzt, deren Gewichtsersparnis neben der Materialwahl hauptsächlich darauf beruht, dass nicht zwingend benötigtes Material weggelassen wird. Ray Jardine schlug vor, zur Gewichtsersparnis den Bodenteil des Schlafsacks wegzulassen, da dieser ohnehin durch das Körpergewicht des Schläfers zusammengedrückt würde und so kaum dämmen könne. Er entwarf eine leichte Steppdecke mit geschlossener Fußbox, damit das untere Ende nicht verrutschen könne. In seinen Büchern verbreitet Jardine eine Bauanleitung zum selber nähen, mehrere Hersteller griffen das Prinzip auf, und es entwickelten sich verschiedene Varianten. Bei Top Bags ist die Unterseite nur eine Stoffbahn, in die die Isomatte eingeschoben werden kann. Bei Quilts entfällt auch diese Rückseite, so dass ein Quilt einer Steppdecke mit Fußteil nahekommt. Es werden auch Modelle angeboten, die Schlafsack und Isomatte kombinieren.
Beim Hängemattencamping werden Underquilts eingesetzt, die die Hängematte nach unten dämmen. Da sie in die Hängematte gelegt durch das Gewicht des Schläfers zusammengedrückt und damit einen Großteil der Wärmedämmwirkung verlieren würden, hängt man sie von unten an die Hängematte. Sogenannte Half-Length-Underquilts sind nur halb so lang wie die Full-Length-Underquilts und dämmen von den Schultern bis zum Gesäß. Unter die Beine wird eine kurze Isomatte oder Kleidung gelegt.